# Leslie Dwyer
Leslie Dwyer (ur. 28 sierpnia 1906 w Londynie, zm. 28 grudnia 1986 w Truro) – brytyjski aktor teatralny, musicalowy, telewizyjny i filmowy. Choć przez całe życie był wziętym aktorem charakterystycznym, największą popularność osiągnął mając już przeszło 70 lat, za sprawą roli w popularnym serialu komediowym Hi-de-Hi!

## Życiorys
Pierwszą drobną rólkę w teatrze zagrał jako dziesięciolatek, zaś mając piętnaście lat po raz pierwszy pojawił się w filmie. Do jego najważniejszych ról na dużym ekranie zaliczane są takie obrazy jak In Which We Serve (1942), The Way Ahead (1944), Hindle Wakes (1952), Room in the House (1955), The 39 Steps (1959) czy Die, Monster, Die! (1966). W telewizji pojawiał się w tak znanych na rynku brytyjskim produkcjach jako Doctor Who (w okresie Trzeciego Doktora), Steptoe and Son, Terry and June, The Sweeney, Wodehouse Playhouse czy Z-Cars.
Pod koniec lat 30. Dwyer poznał Davida Crofta, wówczas początkującego aktora i zarazem syna producentki teatralnej Ann Croft. Wystąpili wspólnie w jednym z realizowanych przez nią przedstawień. Czterdzieści lat później Croft, wtedy już renomowany scenarzysta i producent telewizyjny, zaprosił Dwyera do swojej nowej produkcji Hi-de-Hi! Dwyer wystąpił tam w roli starszego pana, nałogowego alkoholika, który pracuje w ośrodku wczasowym jako lalkarz i animator dzieci, choć w rzeczywistości nie cierpi "naszych milusińskich" i ma wobec nich agresywne odruchy.
Odszedł z serialu po szóstej serii, emitowanej przez BBC jesienią 1984 roku. Jego postać zastąpił inny starszy pan, w którego wcielał się Kenneth Connor. Później wiek i stan zdrowia nie pozwalały mu już na pracę. Zmarł w Truro drugiego dnia Bożego Narodzenia 1986 roku. Został pochowany na East London Cemetery w Londynie.